# Verhoeven Open 2017

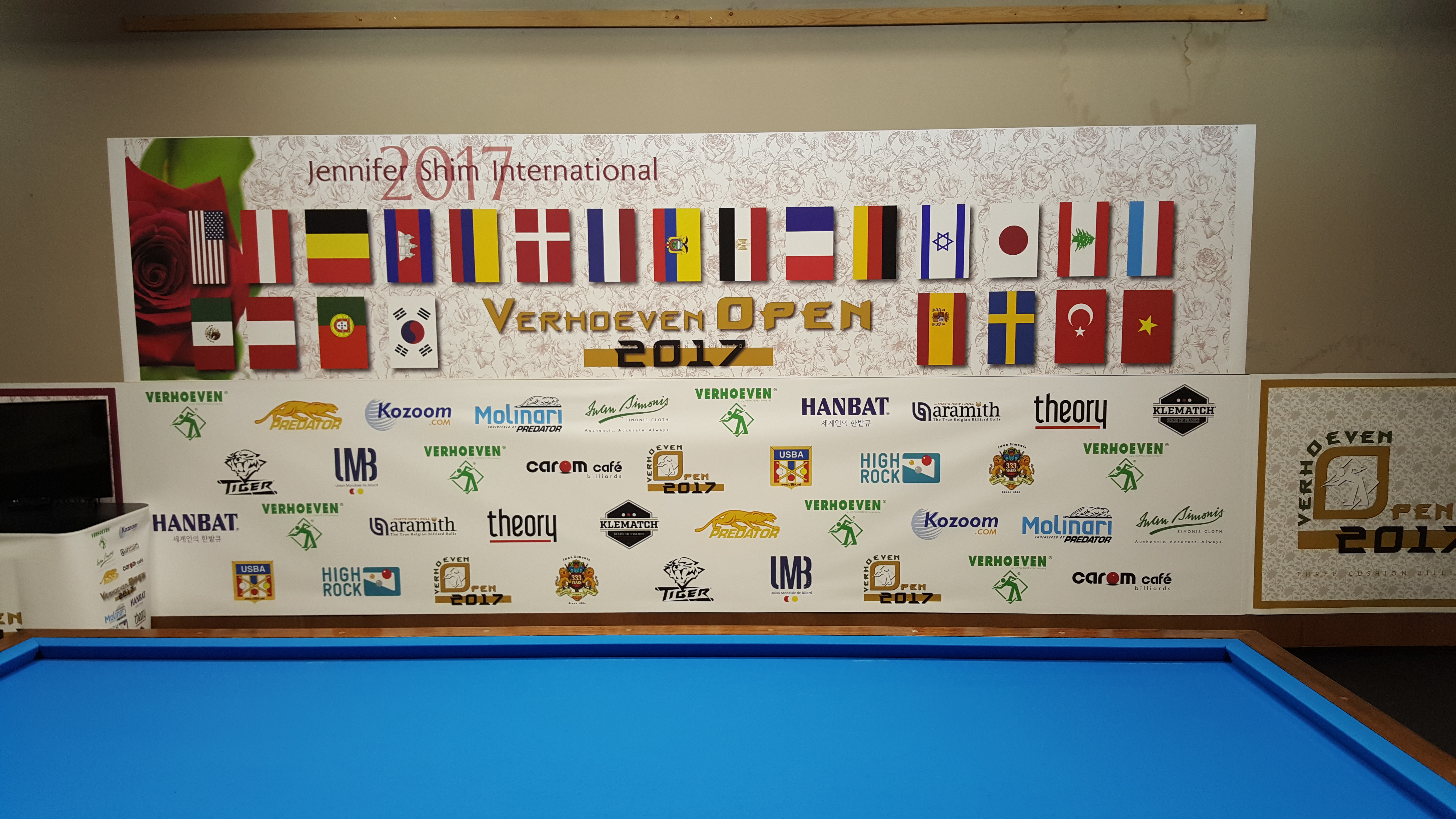
Turnierplakat der Jennifer Shim International und Verhoeven Open 2017 im Carom Café.

Das Verhoeven Open Tournament 2017 war ein Karambolageturnier in der Disziplin Dreiband und fand vom 7. bis 13. August in New York, USA statt. Der französische Titelverteidiger Jérémy Bury und der Rekordweltmeister Raymond Ceulemans sind aus unterschiedlichen Gründen nicht angetreten. Das Turnier wurde zum zweiten Mal vom Internetsender Kozoom live übertragen. Alle 11 Tische konnten so vom Zuschauer angewählt werden.

## Preisgeldtabelle und Nationen
Folgende Preisgelder und Ranglistenpunkte (nur USBA-Spieler) wurden vergeben:
| Platz                   | US$  |           | Platz | US$ |
| ----------------------- | ---- | --------- | ----- | --- |
| 01                      | 9000 | 15        | 1700  |     |
| 02                      | 6500 | 16        | 1700  |     |
| 03                      | 5500 | 17        | 2500  |     |
| 04                      | 4500 | 18        | 2100  |     |
| 05                      | 3500 | 19        | 2000  |     |
| 06                      | 3200 | 20        | 1500  |     |
| 07                      | 3000 | 21        | 700   |     |
| 08                      | 2800 | 22        | 700   |     |
| 09                      | 2800 | 23        | 700   |     |
| 10                      | 2400 | 24        | 700   |     |
| 11                      | 2200 | 25-32     | 500   |     |
| 12                      | 1900 | 33-40     | 400   |     |
| 13                      | 1700 | 41-48     | 350   |     |
| 14                      | 1700 | 49-56     | 250   |     |
| Hi Run                  | 250  | Best Game | 250   |     |
| Gesamtsumme: 76.500 US$ |      |           |       |     |

| Rang    | Punkte |
| ------- | ------ |
| 1.      | 80     |
| 2.      | 60     |
| 3.      | 50     |
| 4.      | 40     |
| 5. & 6. | 30     |
| 7. & 8. | 25     |
| 9.–12.  | 20     |
| 13.–16. | 15     |
| 17.–24  | 10     |
| 25.–32  | 05     |
| ≥ 33    | 03     |

| Ägypten (5)             | Belgien (7)      |
| Kolumbien (4)           | Deutschland (5)  |
| Dänemark (13)           | Ecuador (2)      |
| Frankreich (1)          | Japan (5)        |
| Kambodscha (1)          | Südkorea (15)    |
| Libanon (1)             | Luxemburg (1)    |
| Mexiko (2)              | Niederlande (11) |
| Österreich (3)          | Peru (2)         |
| Portugal (2)            | Spanien (1)      |
| Schweden (3)            | Türkei (2)       |
| Vereinigte Staaten (43) | Vietnam (9)      |

Gesetzte Spieler
- Daniel Sánchez (Weltmeister + Weltranglistenerster)
- Dick Jaspers (Weltranglistenzweiter)
- Frédéric Caudron (Weltranglistenvierter)
- Torbjörn Blomdahl (Weltranglistensechster)
- Choi Sung-won
- Cho Jae-ho
- Raymond Ceulemans (Ehrengast)

## Modus
In der ersten Runde (Qualifikation) wird auf 25 Punkte gespielt. Die jeweiligen zwei Gruppenbesten kommen in die Hauptrunde. Zu den 44 Gruppenbesten kommen die drei besten Gruppendritten (Lucky Loser) und die, über eine Auktion (2×) und Lotterie (1×), ermittelten Spieler.  Aus diesen 56 Spielern werden 8 Gruppen mit 7 Akteuren gebildet. Auch diese Gruppen werden im Round-Robin-Modus gespielt, diesmal auf 35 Punkte. Die zwei Gruppenbesten qualifizieren sich dann für die finale KO-Runde der „Letzten 16“, dort wird dann auf 40 Punkte gespielt. Die Platzierungen werden in den Play-offs ermittelt. Nach zwei verlorenen Matches scheidet man aus. Die Plätze drei und vier in der Hauptgruppe spielten die Plätze 17-32 aus. Auch hier schied man nach zwei verlorenen Partien aus. Das gesamte Turnier über wird, für die USA typisch,  ohne Nachstoß gespielt.

## Turnierkommentar
Qualifikation

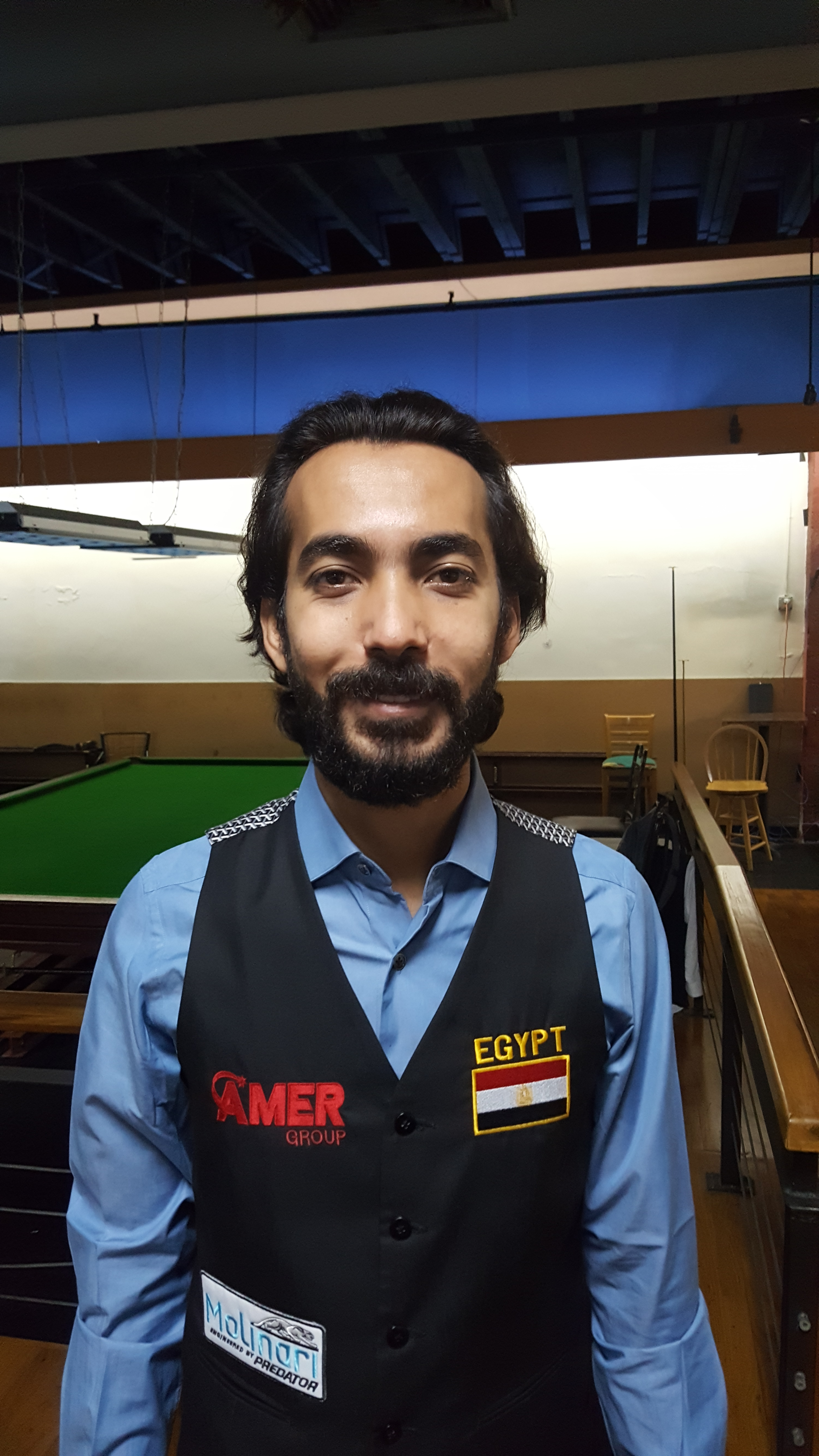
Der World Games 2017 Bronzemedaillist Sameh Sidhom aus Ägypten

Das Turnier wird traditionell als Mixed-Version abgehalten. Mit Therese Klompenhouwer (NLD), Lee Mi-rae (KOR), Helga Mitterböck (AUT), Karina Jetten (NLD), Namiko Hayashi (JPN), Ryoko Kobayashi (JPN) und Natsumi Higashiuchi (JPN) nehmen acht Spielerinnen der vorangegangenen Jennifer Shim International 2017 teil. Die Turnierzweite und sechsfache Weltmeisterin Orie Hida aus Japan konnte sich nicht mehr melden, ebenso wie Pedro Piedrabuena, bester US-Spieler und amtierender Panamerikameister. Der Gastgeber Michael Kang spielt ebenfalls wieder mit, wie der amtierende World-Games-Bronzemedaillengewinner Sameh Sidhom aus Ägypten. Auf Platz eins seiner Gruppe gesetzt, verlor er überraschend, wenn auch knapp, mit 23:25 gegen den unbekannten Kolumbianer Andres Lizarazo, kam aber als Zweitplatzierter in die nächste Runde. Sein bestes Spiel hatte er gegen den US-Amerikaner Ira Lee, den er in nur 8 Aufnahmen mit 25:6 (GD: 3,125) schlug. Mit einem Generaldurchschnitt (GD) von 1,557 lag er noch vor dem Erstplatzierten Kolumbianer (1,202). Gemeinsam mit Martin Horn, Heo Jung-han und Kang Dong-koong hatte er mit der Höchstserie (HS) von 11 die Dritthöchste, nach Eddy Merckx (12) und dem Dänen Lars Dunch mit 14 Punkten. Der Vietnamese Ngo Dinh Nai spielte die beste Partie der Qualifikation gegen die Niederländerin Karina Jetten mit 25:15 in 4 Aufnahmen und einem GD von 4,167, wobei jetten ihre 15 Punkte in nur 3 Aufnahmen spielte. Der Vietnamese Tran Quod Thai war, trotz Meldung, nicht angetreten. Von den sechs deutschen Spielern wird dem mehrfachen deutschen Meister Martin Horn die beste Chance eingeräumt die Finalrunde zu erreichen. Horn erreichte ungeschlagen die Hauptrunde, wo er in Gruppe B auf Dick Jaspers trifft. der Österreicher Gerhard Kostistansky schnitt um einen Platz besser als Horn ab und trifft in seiner Gruppe C auf den mehrfachen Weltmeister Frédéric Caudron aus Belgien. Neben Therese Klompenhouwer konnten auch Sruong Pheavy, Ma Minh Cam und Natsumi Higashiuchi sich als Frauen einen Platz im Hauptfeld erspielen. Der aus Nürnberg stammende Tay-Dien Truong schaffte es als zweiter Deutscher in die Hauptrunde.
Hauptrunde
Zu den 44 Qualifikanten stoßen in der Hauptrunde die sechs geladenen Spieler und vervollständigen das Spielfeld der 56 Spieler (8 Gruppen a´7 Spieler). Ehrengast Raymond Ceulemans spielte diesmal nicht mit. Dem 80-Jährigen waren die Abreisestrapazen genug, so dass es seinen Platz an einen dritten Lucky Loser vergab.

## Qualifikation
Erstmals treten 132 Spieler in der Gruppenphase im Round-Robin-Modus gegeneinander an, so viele wie nie zuvor. Daher wird es insgesamt 22 Gruppen zu je 6 Spielern geben. Das sind in der ersten Runde schon 330 Spiele. Die Turnierleitung rechnet damit, dass die Marke von 500 Spielen bis zum Turnierende gebrochen wird.
| MP    | Match Punkte (Sieger = 2; Unentschieden = 1; Verlierer = 0) |
| SV    | Satzverhältnis (nur bei Turnieren im Satzsystem)            |
| Pkte. | Erzielte Karambolagen                                       |
| Aufn. | benötigte Aufnahmen                                         |
| GD    | Generaldurchschnitt                                         |
| MGD   | Mannschafts-Generaldurchschnitt                             |
| BED   | Bester Einzeldurchschnitt eines Spielers                    |
| BEMD  | Bester Einzeldurchschnitt einer Mannschaft                  |
| BSD   | Bester Satzdurchschnitt eines Spielers                      |
| HS    | Höchstserie                                                 |
| WRP   | Weltranglistenpunkte                                        |

| Endklassement Gruppe A | Endklassement Gruppe A | Endklassement Gruppe A | Endklassement Gruppe A | Endklassement Gruppe A | Endklassement Gruppe A | Endklassement Gruppe A | Endklassement Gruppe A |
| Platz                  | Name                   | MP                     | Pkt.                   | Aufn.                  | GD                     | BED                    | HS                     |
| ---------------------- | ---------------------- | ---------------------- | ---------------------- | ---------------------- | ---------------------- | ---------------------- | ---------------------- |
| 1                      | Huberney Cataño        | 10                     | 125                    | 109                    | 1,147                  | 1,471                  | 5                      |
| 2                      | Marco Janssen          | 6                      | 117                    | 99                     | 1,182                  | 2,273                  | 9                      |
| 3                      | Roger Schaewe          | 6                      | 84                     | 162                    | 0,519                  | 0,735                  | 5                      |
| 4                      | Hyuk Yoon              | 4                      | 105                    | 167                    | 0,629                  | 0,962                  | 7                      |
| 5                      | Jose Rodriguez         | 2                      | 75                     | 178                    | 0,421                  | 0,500                  | 4                      |
| 6                      | Demitrios Tilaverides  | 2                      | 65                     | 165                    | 0,394                  | 0,543                  | 3                      |

| Endklassement Gruppe B | Endklassement Gruppe B | Endklassement Gruppe B | Endklassement Gruppe B | Endklassement Gruppe B | Endklassement Gruppe B | Endklassement Gruppe B | Endklassement Gruppe B |
| Platz                  | Name                   | MP                     | Pkt.                   | Aufn.                  | GD                     | BED                    | HS                     |
| ---------------------- | ---------------------- | ---------------------- | ---------------------- | ---------------------- | ---------------------- | ---------------------- | ---------------------- |
| 1                      | Dương Anh Vũ           | 10                     | 125                    | 76                     | 1,645                  | 2,083                  | 8                      |
| 2                      | Tran Quoc Vinh         | 8                      | 119                    | 93                     | 1,280                  | 1,471                  | 8                      |
| 3                      | Nguyen Phu Toan        | 4                      | 105                    | 134                    | 0,784                  | 0,806                  | 5                      |
| 4                      | Song Lim               | 4                      | 94                     | 123                    | 0,764                  | 0,893                  | 4                      |
| 5                      | Mike Chen              | 2                      | 91                     | 130                    | 0,700                  | 0,714                  | 5                      |
| 6                      | Kaj Olsen              | 2                      | 81                     | 139                    | 0,583                  | 0,781                  | 8                      |

| Endklassement Gruppe C | Endklassement Gruppe C | Endklassement Gruppe C | Endklassement Gruppe C | Endklassement Gruppe C | Endklassement Gruppe C | Endklassement Gruppe C | Endklassement Gruppe C |
| Platz                  | Name                   | MP                     | Pkt.                   | Aufn.                  | GD                     | BED                    | HS                     |
| ---------------------- | ---------------------- | ---------------------- | ---------------------- | ---------------------- | ---------------------- | ---------------------- | ---------------------- |
| 1                      | Hugo Patino            | 8                      | 122                    | 119                    | 1,025                  | 1,250                  | 5                      |
| 2                      | George Lteif           | 8                      | 114                    | 161                    | 0,708                  | 1,042                  | 4                      |
| 3                      | Ryoko Kobayashi        | 6                      | 110                    | 138                    | 0,797                  | 1,250                  | 7                      |
| 4                      | Daniel Jeong           | 4                      | 96                     | 140                    | 0,686                  | 1,042                  | 8                      |
| 5                      | Morgan Delame          | 4                      | 94                     | 139                    | 0,676                  | 0,806                  | 4                      |
| 6                      | Zion Zvi               | 0                      | 76                     | 165                    | 0,461                  | –                      | 4                      |

| Endklassement Gruppe D | Endklassement Gruppe D | Endklassement Gruppe D | Endklassement Gruppe D | Endklassement Gruppe D | Endklassement Gruppe D | Endklassement Gruppe D | Endklassement Gruppe D |
| Platz                  | Name                   | MP                     | Pkt.                   | Aufn.                  | GD                     | BED                    | HS                     |
| ---------------------- | ---------------------- | ---------------------- | ---------------------- | ---------------------- | ---------------------- | ---------------------- | ---------------------- |
| 1                      | Sonny Cho              | 10                     | 125                    | 112                    | 1,116                  | 1,471                  | 7                      |
| 2                      | Peter Ceulemans        | 8                      | 121                    | 117                    | 1,034                  | 2,273                  | 7                      |
| 3                      | Oh Young-je            | 6                      | 107                    | 115                    | 0,930                  | 1,190                  | 6                      |
| 4                      | Roland van Geyt        | 4                      | 69                     | 119                    | 0,580                  | 0,926                  | 6                      |
| 5                      | Manuel Figueredo       | 2                      | 99                     | 162                    | 0,611                  | 0,641                  | 5                      |
| 6                      | Charles DeLorme        | 0                      | 81                     | 139                    | 0,583                  | –                      | 4                      |

| Endklassement Gruppe E | Endklassement Gruppe E | Endklassement Gruppe E | Endklassement Gruppe E | Endklassement Gruppe E | Endklassement Gruppe E | Endklassement Gruppe E | Endklassement Gruppe E |
| Platz                  | Name                   | MP                     | Pkt.                   | Aufn.                  | GD                     | BED                    | HS                     |
| ---------------------- | ---------------------- | ---------------------- | ---------------------- | ---------------------- | ---------------------- | ---------------------- | ---------------------- |
| 1                      | Javier Vera            | 8                      | 123                    | 102                    | 1,206                  | 2,083                  | 9                      |
| 2                      | Ma Minh Cam            | 8                      | 120                    | 76                     | 1,579                  | 2,778                  | 8                      |
| 3                      | Mustafa Emek           | 6                      | 94                     | 112                    | 0,839                  | 1,667                  | 5                      |
| 4                      | Michael Kang           | 4                      | 101                    | 99                     | 1,020                  | 1,250                  | 5                      |
| 5                      | Hironori Nakajima      | 4                      | 97                     | 100                    | 0,970                  | 1,087                  | 7                      |
| 6                      | Henrik Gellner         | 0                      | 52                     | 128                    | 0,406                  | –                      | 5                      |

| Endklassement Gruppe F | Endklassement Gruppe F | Endklassement Gruppe F | Endklassement Gruppe F | Endklassement Gruppe F | Endklassement Gruppe F | Endklassement Gruppe F | Endklassement Gruppe F |
| Platz                  | Name                   | MP                     | Pkt.                   | Aufn.                  | GD                     | BED                    | HS                     |
| ---------------------- | ---------------------- | ---------------------- | ---------------------- | ---------------------- | ---------------------- | ---------------------- | ---------------------- |
| 1                      | Andres Lizarazo        | 10                     | 125                    | 104                    | 1,202                  | 1,563                  | 9                      |
| 2                      | Sameh Sidhom           | 8                      | 123                    | 79                     | 1,557                  | 3,125                  | 11                     |
| 3                      | Nalle Olsson           | 6                      | 95                     | 110                    | 0,864                  | 1,389                  | 7                      |
| 4                      | Ira Lee                | 4                      | 79                     | 102                    | 0,775                  | 0,962                  | 6                      |
| 5                      | Ellis Lawrence         | 2                      | 63                     | 128                    | 0,492                  | 0,595                  | 3                      |
| 6                      | Carlos Ramos           | 0                      | 85                     | 173                    | 0,491                  | –                      | 4                      |

| Endklassement Gruppe G | Endklassement Gruppe G | Endklassement Gruppe G | Endklassement Gruppe G | Endklassement Gruppe G | Endklassement Gruppe G | Endklassement Gruppe G | Endklassement Gruppe G |
| Platz                  | Name                   | MP                     | Pkt.                   | Aufn.                  | GD                     | BED                    | HS                     |
| ---------------------- | ---------------------- | ---------------------- | ---------------------- | ---------------------- | ---------------------- | ---------------------- | ---------------------- |
| 1                      | Alan Lys Jensen        | 10                     | 125                    | 132                    | 0,947                  | 1,667                  | 9                      |
| 2                      | Semih Saygıner         | 8                      | 120                    | 87                     | 1,379                  | 1,923                  | 6                      |
| 3                      | Lars Dunch             | 6                      | 107                    | 83                     | 1,289                  | 2,778                  | 14                     |
| 4                      | Steve Kreditor         | 4                      | 92                     | 142                    | 0,648                  | 0,735                  | 4                      |
| 5                      | Francisco Loiaza       | 2                      | 78                     | 145                    | 0,538                  | 0,581                  | 5                      |
| 6                      | Tony Liberato          | 0                      | 34                     | 138                    | 0,246                  | –                      | 3                      |

| Endklassement Gruppe H | Endklassement Gruppe H | Endklassement Gruppe H | Endklassement Gruppe H | Endklassement Gruppe H | Endklassement Gruppe H | Endklassement Gruppe H | Endklassement Gruppe H |
| Platz                  | Name                   | MP                     | Pkt.                   | Aufn.                  | GD                     | BED                    | HS                     |
| ---------------------- | ---------------------- | ---------------------- | ---------------------- | ---------------------- | ---------------------- | ---------------------- | ---------------------- |
| 1                      | William Oh             | 8                      | 123                    | 92                     | 1,337                  | 1,786                  | 8                      |
| 2                      | Eddy Leppens           | 8                      | 116                    | 82                     | 1,415                  | 2,273                  | 8                      |
| 3                      | Jung Seung-il          | 6                      | 99                     | 79                     | 1,253                  | 1,786                  | 8                      |
| 4                      | Chris Bartos           | 4                      | 115                    | 124                    | 0,927                  | 0,926                  | 8                      |
| 5                      | George Karam           | 4                      | 83                     | 123                    | 0,675                  | 1,000                  | 5                      |
| 6                      | Namiko Hayashi         | 0                      | 77                     | 98                     | 0,786                  | –                      | 5                      |

| Endklassement Gruppe I | Endklassement Gruppe I | Endklassement Gruppe I | Endklassement Gruppe I | Endklassement Gruppe I | Endklassement Gruppe I | Endklassement Gruppe I | Endklassement Gruppe I |
| Platz                  | Name                   | MP                     | Pkt.                   | Aufn.                  | GD                     | BED                    | HS                     |
| ---------------------- | ---------------------- | ---------------------- | ---------------------- | ---------------------- | ---------------------- | ---------------------- | ---------------------- |
| 1                      | Luis Aveiga            | 10                     | 125                    | 114                    | 1,096                  | 1,923                  | 7                      |
| 2                      | Raye Raskin            | 6                      | 108                    | 166                    | 0,651                  | 1,250                  | 5                      |
| 3                      | Chan Ho Park           | 6                      | 103                    | 109                    | 0,945                  | 1,190                  | 5                      |
| 4                      | Arturo Velazquez       | 6                      | 94                     | 154                    | 0,610                  | 0,893                  | 5                      |
| 5                      | Sang Kyun Yim          | 2                      | 84                     | 144                    | 0,583                  | 0,962                  | 4                      |
| 6                      | Vass Vassi             | 0                      | 86                     | 142                    | 0,606                  | –                      | 6                      |

| Endklassement Gruppe J | Endklassement Gruppe J | Endklassement Gruppe J | Endklassement Gruppe J | Endklassement Gruppe J | Endklassement Gruppe J | Endklassement Gruppe J | Endklassement Gruppe J |
| Platz                  | Name                   | MP                     | Pkt.                   | Aufn.                  | GD                     | BED                    | HS                     |
| ---------------------- | ---------------------- | ---------------------- | ---------------------- | ---------------------- | ---------------------- | ---------------------- | ---------------------- |
| 1                      | Martin Olesen          | 10                     | 125                    | 130                    | 0,962                  | 1,136                  | 7                      |
| 2                      | Ramon Rodriguez        | 8                      | 121                    | 89                     | 1,360                  | 1,786                  | 8                      |
| 3                      | Julian Molina          | 4                      | 97                     | 126                    | 0,770                  | 0,926                  | 6                      |
| 4                      | Ahmed Elmaghrbi        | 4                      | 72                     | 104                    | 0,692                  | 1,136                  | 7                      |
| 5                      | Rufino Perez           | 4                      | 68                     | 92                     | 0,739                  | 1,000                  | 7                      |
| 6                      | John Petersen          | 0                      | 73                     | 126                    | 0,579                  | –                      | 4                      |

| Endklassement Gruppe K | Endklassement Gruppe K | Endklassement Gruppe K | Endklassement Gruppe K | Endklassement Gruppe K | Endklassement Gruppe K | Endklassement Gruppe K | Endklassement Gruppe K |
| Platz                  | Name                   | MP                     | Pkt.                   | Aufn.                  | GD                     | BED                    | HS                     |
| ---------------------- | ---------------------- | ---------------------- | ---------------------- | ---------------------- | ---------------------- | ---------------------- | ---------------------- |
| 1                      | Young Gul Lee          | 10                     | 125                    | 169                    | 0,740                  | 1,087                  | 7                      |
| 2                      | Sruong Pheavy          | 8                      | 122                    | 143                    | 0,853                  | 1,316                  | 5                      |
| 3                      | Mazin Shooni           | 6                      | 116                    | 126                    | 0,921                  | 1,190                  | 10                     |
| 4                      | Jim Watson             | 4                      | 99                     | 193                    | 0,513                  | 0,658                  | 4                      |
| 5                      | Dieter Ernst           | 2                      | 72                     | 187                    | 0,385                  | 0,532                  | 4                      |
| 6                      | Tony Lam               | 0                      | 42                     | 165                    | 0,255                  | –                      | 3                      |

| Endklassement Gruppe L | Endklassement Gruppe L | Endklassement Gruppe L | Endklassement Gruppe L | Endklassement Gruppe L | Endklassement Gruppe L | Endklassement Gruppe L | Endklassement Gruppe L |
| Platz                  | Name                   | MP                     | Pkt.                   | Aufn.                  | GD                     | BED                    | HS                     |
| ---------------------- | ---------------------- | ---------------------- | ---------------------- | ---------------------- | ---------------------- | ---------------------- | ---------------------- |
| 1                      | Nguyễn Quốc Nguyện     | 10                     | 100                    | 66                     | 1,515                  | 1,786                  | 6                      |
| 2                      | Bert van Manen         | 8                      | 96                     | 135                    | 0,711                  | 0,781                  | 4                      |
| 3                      | Luis Carrasco          | 6                      | 72                     | 135                    | 0,533                  | 0,641                  | 5                      |
| 4                      | Rich Kim               | 4                      | 70                     | 132                    | 0,530                  | 0,781                  | 4                      |
| 5                      | Sherief Ghoniem        | 2                      | 76                     | 127                    | 0,598                  | –                      | 4                      |
| 6                      | Tran Quoc Thai         | –                      | –                      | –                      | –                      | –                      | –                      |

| Endklassement Gruppe M | Endklassement Gruppe M | Endklassement Gruppe M | Endklassement Gruppe M | Endklassement Gruppe M | Endklassement Gruppe M | Endklassement Gruppe M | Endklassement Gruppe M |
| Platz                  | Name                   | MP                     | Pkt.                   | Aufn.                  | GD                     | BED                    | HS                     |
| ---------------------- | ---------------------- | ---------------------- | ---------------------- | ---------------------- | ---------------------- | ---------------------- | ---------------------- |
| 1                      | Martin Horn            | 10                     | 125                    | 84                     | 1,488                  | 1,923                  | 11                     |
| 2                      | Pedro Reyes Prieto     | 8                      | 116                    | 121                    | 0,959                  | 1,786                  | 5                      |
| 3                      | Charles Mekes          | 4                      | 107                    | 151                    | 0,709                  | 0,862                  | 6                      |
| 4                      | Peter van der Heijden  | 4                      | 100                    | 151                    | 0,662                  | 1,786                  | 5                      |
| 5                      | Ha Ji-yeoung           | 4                      | 78                     | 127                    | 0,614                  | 0,862                  | 5                      |
| 6                      | Olivia Lee             | 0                      | 84                     | 185                    | 0,454                  | –                      | 6                      |

| Endklassement Gruppe N | Endklassement Gruppe N | Endklassement Gruppe N | Endklassement Gruppe N | Endklassement Gruppe N | Endklassement Gruppe N | Endklassement Gruppe N | Endklassement Gruppe N |
| Platz                  | Name                   | MP                     | Pkt.                   | Aufn.                  | GD                     | BED                    | HS                     |
| ---------------------- | ---------------------- | ---------------------- | ---------------------- | ---------------------- | ---------------------- | ---------------------- | ---------------------- |
| 1                      | Raymon Groot           | 10                     | 125                    | 105                    | 1,190                  | 1,667                  | 7                      |
| 2                      | Eddy Merckx            | 8                      | 121                    | 83                     | 1,458                  | 2,083                  | 12                     |
| 3                      | Lee Mi-rae             | 6                      | 98                     | 115                    | 0,852                  | 1,190                  | 6                      |
| 4                      | Mercedes Gonzales      | 4                      | 103                    | 140                    | 0,736                  | 0,781                  | 7                      |
| 5                      | Tomas Tullberg         | 2                      | 61                     | 147                    | 0,415                  | 0,439                  | 3                      |
| 6                      | Eduardo Cervantes      | 0                      | 70                     | 164                    | 0,427                  | –                      | 3                      |

| Endklassement Gruppe O | Endklassement Gruppe O | Endklassement Gruppe O | Endklassement Gruppe O | Endklassement Gruppe O | Endklassement Gruppe O | Endklassement Gruppe O | Endklassement Gruppe O |
| Platz                  | Name                   | MP                     | Pkt.                   | Aufn.                  | GD                     | BED                    | HS                     |
| ---------------------- | ---------------------- | ---------------------- | ---------------------- | ---------------------- | ---------------------- | ---------------------- | ---------------------- |
| 1                      | Choi Wan-young         | 10                     | 125                    | 86                     | 1,453                  | 2,083                  | 9                      |
| 2                      | Roland Forthomme       | 8                      | 121                    | 92                     | 1,315                  | 2,083                  | 9                      |
| 3                      | Tae-Kyu Lee            | 6                      | 110                    | 102                    | 1,078                  | 1,389                  | 9                      |
| 4                      | Michael Hansen         | 4                      | 95                     | 104                    | 0,913                  | 0,962                  | 9                      |
| 5                      | Juan Uribe             | 2                      | 68                     | 122                    | 0,557                  | 0,714                  | 7                      |
| 6                      | Sylvia Eckel           | 0                      | 63                     | 124                    | 0,508                  | –                      | 5                      |

| Endklassement Gruppe P | Endklassement Gruppe P | Endklassement Gruppe P | Endklassement Gruppe P | Endklassement Gruppe P | Endklassement Gruppe P | Endklassement Gruppe P | Endklassement Gruppe P |
| Platz                  | Name                   | MP                     | Pkt.                   | Aufn.                  | GD                     | BED                    | HS                     |
| ---------------------- | ---------------------- | ---------------------- | ---------------------- | ---------------------- | ---------------------- | ---------------------- | ---------------------- |
| 1                      | Heo Jung-han           | 10                     | 125                    | 75                     | 1,667                  | 2,083                  | 11                     |
| 2                      | Tay-Dien Truong        | 8                      | 119                    | 129                    | 0,922                  | 1,136                  | 8                      |
| 3                      | Wilco Meusen           | 6                      | 102                    | 137                    | 0,745                  | 0,893                  | 7                      |
| 4                      | Vickie Pineda          | 4                      | 94                     | 108                    | 0,870                  | 1,250                  | 6                      |
| 5                      | Han Ji-eun             | 2                      | 69                     | 137                    | 0,504                  | 0,658                  | 5                      |
| 6                      | Bo Klæstrup Jensen     | 0                      | 65                     | 141                    | 0,461                  | –                      | 4                      |

| Endklassement Gruppe Q | Endklassement Gruppe Q | Endklassement Gruppe Q | Endklassement Gruppe Q | Endklassement Gruppe Q | Endklassement Gruppe Q | Endklassement Gruppe Q | Endklassement Gruppe Q |
| Platz                  | Name                   | MP                     | Pkt.                   | Aufn.                  | GD                     | BED                    | HS                     |
| ---------------------- | ---------------------- | ---------------------- | ---------------------- | ---------------------- | ---------------------- | ---------------------- | ---------------------- |
| 1                      | Gerhard Kostistansky   | 10                     | 125                    | 110                    | 1,136                  | 2,083                  | 9                      |
| 2                      | Th. Klompenhouwer      | 6                      | 111                    | 115                    | 0,965                  | 2,083                  | 10                     |
| 3                      | Toshio Mochizuki       | 6                      | 100                    | 131                    | 0,763                  | 1,136                  | 5                      |
| 4                      | Ton van Heuman         | 6                      | 99                     | 169                    | 0,586                  | 0,714                  | 5                      |
| 5                      | Edmund Mevissen        | 2                      | 88                     | 155                    | 0,568                  | 0,595                  | 6                      |
| 6                      | Lee Chung-hyun         | 0                      | 71                     | 149                    | 0,477                  | –                      | 4                      |

| Endklassement Gruppe R | Endklassement Gruppe R | Endklassement Gruppe R | Endklassement Gruppe R | Endklassement Gruppe R | Endklassement Gruppe R | Endklassement Gruppe R | Endklassement Gruppe R |
| Platz                  | Name                   | MP                     | Pkt.                   | Aufn.                  | GD                     | BED                    | HS                     |
| ---------------------- | ---------------------- | ---------------------- | ---------------------- | ---------------------- | ---------------------- | ---------------------- | ---------------------- |
| 1                      | Kim Haeng-jik          | 10                     | 125                    | 76                     | 1,645                  | 1,923                  | 10                     |
| 2                      | Natsumi Higashiuchi    | 8                      | 113                    | 119                    | 0,950                  | 1,471                  | 8                      |
| 3                      | Sang-Jin Lee           | 6                      | 118                    | 116                    | 1,017                  | 2,083                  | 7                      |
| 4                      | Kim Bengtsson          | 4                      | 87                     | 158                    | 0,551                  | 0,781                  | 5                      |
| 5                      | Jerry Geist            | 2                      | 75                     | 136                    | 0,551                  | 0,676                  | 5                      |
| 6                      | Helga Mitterböck       | 0                      | 74                     | 162                    | 0,457                  | –                      | 4                      |

| Endklassement Gruppe S | Endklassement Gruppe S | Endklassement Gruppe S | Endklassement Gruppe S | Endklassement Gruppe S | Endklassement Gruppe S | Endklassement Gruppe S | Endklassement Gruppe S |
| Platz                  | Name                   | MP                     | Pkt.                   | Aufn.                  | GD                     | BED                    | HS                     |
| ---------------------- | ---------------------- | ---------------------- | ---------------------- | ---------------------- | ---------------------- | ---------------------- | ---------------------- |
| 1                      | Nguyễn Đức Anh Chiến   | 10                     | 125                    | 93                     | 1,344                  | 2,273                  | 7                      |
| 2                      | Miguel Torres          | 8                      | 121                    | 116                    | 1,043                  | 1,316                  | 8                      |
| 3                      | Dan Johansen           | 6                      | 105                    | 137                    | 0,766                  | 1,250                  | 7                      |
| 4                      | George Harry Peña      | 4                      | 107                    | 117                    | 0,915                  | 0,983                  | 6                      |
| 5                      | Eric Valerio           | 2                      | 77                     | 141                    | 0,546                  | 0,595                  | 4                      |
| 6                      | Ernst Cap              | 0                      | 59                     | 156                    | 0,378                  | –                      | 4                      |

| Endklassement Gruppe T | Endklassement Gruppe T | Endklassement Gruppe T | Endklassement Gruppe T | Endklassement Gruppe T | Endklassement Gruppe T | Endklassement Gruppe T | Endklassement Gruppe T |
| Platz                  | Name                   | MP                     | Pkt.                   | Aufn.                  | GD                     | BED                    | HS                     |
| ---------------------- | ---------------------- | ---------------------- | ---------------------- | ---------------------- | ---------------------- | ---------------------- | ---------------------- |
| 1                      | Kang Dong-koong        | 10                     | 125                    | 88                     | 1,420                  | 1,786                  | 11                     |
| 2                      | Wesley de Jaeger       | 8                      | 123                    | 108                    | 1,139                  | 1,786                  | 9                      |
| 3                      | Christian Portilla     | 6                      | 91                     | 122                    | 0,746                  | 1,389                  | 6                      |
| 4                      | Jorge Bastos           | 4                      | 70                     | 147                    | 0,476                  | 0,581                  | 3                      |
| 5                      | Paul Mootz             | 2                      | 75                     | 180                    | 0,417                  | 0,610                  | 4                      |
| 6                      | Christian Andersen     | 0                      | 74                     | 156                    | 0,474                  | –                      | 6                      |

| Endklassement Gruppe U | Endklassement Gruppe U | Endklassement Gruppe U | Endklassement Gruppe U | Endklassement Gruppe U | Endklassement Gruppe U | Endklassement Gruppe U | Endklassement Gruppe U |
| Platz                  | Name                   | MP                     | Pkt.                   | Aufn.                  | GD                     | BED                    | HS                     |
| ---------------------- | ---------------------- | ---------------------- | ---------------------- | ---------------------- | ---------------------- | ---------------------- | ---------------------- |
| 1                      | Trần Quyết Chiến       | 10                     | 125                    | 81                     | 1,543                  | 2,273                  | 8                      |
| 2                      | Michael Månsson Jensen | 8                      | 108                    | 144                    | 0,750                  | 0,962                  | 8                      |
| 3                      | Ricardo Carranco       | 6                      | 106                    | 123                    | 0,862                  | 1,316                  | 6                      |
| 4                      | Walid Elkhouly         | 4                      | 77                     | 164                    | 0,470                  | 0,595                  | 3                      |
| 5                      | Henrik Michael Jeppson | 2                      | 63                     | 182                    | 0,346                  | 0,357                  | 4                      |
| 6                      | Ahmad Helwe            | 0                      | 54                     | 210                    | 0,257                  | –                      | 3                      |

| Endklassement Gruppe V | Endklassement Gruppe V | Endklassement Gruppe V | Endklassement Gruppe V | Endklassement Gruppe V | Endklassement Gruppe V | Endklassement Gruppe V | Endklassement Gruppe V |
| Platz                  | Name                   | MP                     | Pkt.                   | Aufn.                  | GD                     | BED                    | HS                     |
| ---------------------- | ---------------------- | ---------------------- | ---------------------- | ---------------------- | ---------------------- | ---------------------- | ---------------------- |
| 1                      | Ngô Đình Nại           | 10                     | 125                    | 85                     | 1,471                  | 4,167                  | 10                     |
| 2                      | Lee Kang               | 8                      | 107                    | 129                    | 0,829                  | 0,962                  | 6                      |
| 3                      | Jaime Carrasco         | 6                      | 109                    | 140                    | 0,779                  | 0,926                  | 4                      |
| 4                      | Karina Jetten          | 2                      | 96                     | 174                    | 0,552                  | 0,658                  | 4                      |
| 5                      | Eric Kwon              | 2                      | 91                     | 162                    | 0,562                  | 0,556                  | 4                      |
| 6                      | Yong Hyun-ji           | 2                      | 79                     | 144                    | 0,549                  | 0,625                  | 6                      |

### Lucky Loser etc.
- Sang Jin Lee (Lucky Loser)
- Mazin Shooni (LL)
- Tae Kyu Lee (LL)
- Dan Johansen (Auktion)
- Jung Seung-il (Auktion)
- Nalle Olsson (Lotto)[5]

## Hauptrunde
Gespielt wird wie in der Qualifikation im Round-Robin-Modus, diesmal jedoch auf 35 Punkte ohne Nachstoß.
| Endklassement Gruppe A | Endklassement Gruppe A | Endklassement Gruppe A | Endklassement Gruppe A | Endklassement Gruppe A | Endklassement Gruppe A | Endklassement Gruppe A | Endklassement Gruppe A |
| Platz                  | Name                   | MP                     | Pkt.                   | Aufn.                  | GD                     | BED                    | HS                     |
| ---------------------- | ---------------------- | ---------------------- | ---------------------- | ---------------------- | ---------------------- | ---------------------- | ---------------------- |
| 1                      | Daniel Sánchez         | 12                     | 210                    | 97                     | 2,165                  | 4,375                  | 11                     |
| 2                      | Roland Forthomme       | 8                      | 198                    | 104                    | 1,904                  | 2,500                  | 14                     |
| 3                      | Huberney Cataño        | 6                      | 189                    | 163                    | 1,160                  | 2,692                  | 16                     |
| 4                      | Raymon Groot           | 6                      | 167                    | 147                    | 1,136                  | 1,296                  | 7                      |
| 5                      | Marco Janssen          | 6                      | 142                    | 152                    | 0,934                  | 1,250                  | 6                      |
| 6                      | Ramon Rodriguez        | 4                      | 174                    | 152                    | 1,145                  | 1,400                  | 8                      |
| 7                      | Th. Klompenhouwer      | 0                      | 133                    | 151                    | 0,881                  | –                      | 7                      |

| Endklassement Gruppe B | Endklassement Gruppe B | Endklassement Gruppe B | Endklassement Gruppe B | Endklassement Gruppe B | Endklassement Gruppe B | Endklassement Gruppe B | Endklassement Gruppe B |
| Platz                  | Name                   | MP                     | Pkt.                   | Aufn.                  | GD                     | BED                    | HS                     |
| ---------------------- | ---------------------- | ---------------------- | ---------------------- | ---------------------- | ---------------------- | ---------------------- | ---------------------- |
| 1                      | Dick Jaspers           | 12                     | 210                    | 95                     | 2,211                  | 3,500                  | 13                     |
| 2                      | Eddy Merckx            | 10                     | 187                    | 131                    | 1,427                  | 1,750                  | 8                      |
| 3                      | Martin Horn            | 8                      | 185                    | 110                    | 1,682                  | 2,962                  | 12                     |
| 4                      | Luis Aveiga            | 6                      | 189                    | 122                    | 1,549                  | 2,059                  | 11                     |
| 5                      | Sruong Pheavy          | 4                      | 145                    | 135                    | 1,074                  | 1,250                  | 10                     |
| 6                      | Lee Kang               | 2                      | 145                    | 144                    | 1,007                  | 0,972                  | 6                      |
| 7                      | Raye Raskin            | 0                      | 90                     | 162                    | 0,556                  | -                      | 4                      |

| Endklassement Gruppe C | Endklassement Gruppe C | Endklassement Gruppe C | Endklassement Gruppe C | Endklassement Gruppe C | Endklassement Gruppe C | Endklassement Gruppe C | Endklassement Gruppe C |
| Platz                  | Name                   | MP                     | Pkt.                   | Aufn.                  | GD                     | BED                    | HS                     |
| ---------------------- | ---------------------- | ---------------------- | ---------------------- | ---------------------- | ---------------------- | ---------------------- | ---------------------- |
| 1                      | Frédéric Caudron       | 12                     | 210                    | 94                     | 2,234                  | 3,500                  | 11                     |
| 2                      | Choi Wan-young         | 8                      | 198                    | 125                    | 1,584                  | 2,692                  | 12                     |
| 3                      | Gerhard Kostistansky   | 8                      | 185                    | 147                    | 1,259                  | 2,059                  | 10                     |
| 4                      | Miguel Torres          | 6                      | 178                    | 145                    | 1,228                  | 1,296                  | 7                      |
| 5                      | Wesley de Jaeger       | 2                      | 152                    | 175                    | 0,869                  | 0,854                  | 7                      |
| 6                      | Sang-Jin Lee           | 2                      | 125                    | 151                    | 0,828                  | 1,250                  | 7                      |
| 7                      | Michael Månsson Jensen | 2                      | 119                    | 149                    | 0,799                  | 1,250                  | 10                     |

| Endklassement Gruppe D | Endklassement Gruppe D | Endklassement Gruppe D | Endklassement Gruppe D | Endklassement Gruppe D | Endklassement Gruppe D | Endklassement Gruppe D | Endklassement Gruppe D |
| Platz                  | Name                   | MP                     | Pkt.                   | Aufn.                  | GD                     | BED                    | HS                     |
| ---------------------- | ---------------------- | ---------------------- | ---------------------- | ---------------------- | ---------------------- | ---------------------- | ---------------------- |
| 1                      | Kang Dong-koong        | 12                     | 210                    | 107                    | 1,963                  | 2,917                  | 9                      |
| 2                      | Torbjörn Blomdahl      | 10                     | 204                    | 112                    | 1,821                  | 3,889                  | 15                     |
| 3                      | Sameh Sidhom           | 6                      | 173                    | 109                    | 1,587                  | 2,188                  | 10                     |
| 4                      | Sonny Cho              | 6                      | 184                    | 143                    | 1,287                  | 1,842                  | 7                      |
| 5                      | Peter Ceulemans        | 4                      | 170                    | 137                    | 1,241                  | 1,207                  | 9                      |
| 6                      | Mazin Shooni           | 4                      | 144                    | 167                    | 0,862                  | 1,400                  | 8                      |
| 7                      | Natsumi Higashiuchi    | 0                      | 97                     | 141                    | 0,688                  | -                      | 5                      |

| Endklassement Gruppe E | Endklassement Gruppe E | Endklassement Gruppe E | Endklassement Gruppe E | Endklassement Gruppe E | Endklassement Gruppe E | Endklassement Gruppe E | Endklassement Gruppe E |
| Platz                  | Name                   | MP                     | Pkt.                   | Aufn.                  | GD                     | BED                    | HS                     |
| ---------------------- | ---------------------- | ---------------------- | ---------------------- | ---------------------- | ---------------------- | ---------------------- | ---------------------- |
| 1                      | Nguyễn Đức Anh Chiến   | 12                     | 210                    | 132                    | 1,591                  | 1,944                  | 12                     |
| 2                      | Semih Saygıner         | 8                      | 204                    | 114                    | 1,789                  | 2,692                  | 12                     |
| 3                      | Choi Sung-won          | 8                      | 193                    | 123                    | 1,569                  | 1,842                  | 8                      |
| 4                      | Heo Jung-han           | 6                      | 181                    | 112                    | 1,616                  | 2,500                  | 13                     |
| 5                      | Hugo Patiño            | 4                      | 157                    | 115                    | 1,365                  | 1,591                  | 16                     |
| 6                      | Tae-Kyu Lee            | 4                      | 157                    | 129                    | 1,217                  | 1,522                  | 6                      |
| 7                      | George Leif            | 0                      | 104                    | 124                    | 0,839                  | -                      | 5                      |

| Endklassement Gruppe F | Endklassement Gruppe F | Endklassement Gruppe F | Endklassement Gruppe F | Endklassement Gruppe F | Endklassement Gruppe F | Endklassement Gruppe F | Endklassement Gruppe F |
| Platz                  | Name                   | MP                     | Pkt.                   | Aufn.                  | GD                     | BED                    | HS                     |
| ---------------------- | ---------------------- | ---------------------- | ---------------------- | ---------------------- | ---------------------- | ---------------------- | ---------------------- |
| 1                      | Cho Jae-ho             | 10                     | 208                    | 140                    | 1,486                  | 2,059                  | 10                     |
| 2                      | Mã Minh Cẩm            | 8                      | 185                    | 114                    | 1,623                  | 2,500                  | 11                     |
| 3                      | Dương Anh Vũ           | 8                      | 198                    | 164                    | 1,207                  | 2,059                  | 10                     |
| 4                      | William Oh             | 6                      | 163                    | 162                    | 1,006                  | 1,346                  | 7                      |
| 5                      | Andres Lizarazo        | 4                      | 187                    | 171                    | 1,094                  | 1,667                  | 7                      |
| 6                      | Pedro Reyes Preito     | 4                      | 154                    | 153                    | 1,007                  | 1,296                  | 9                      |
| 7                      | Dan Johansen           | 2                      | 121                    | 149                    | 0,812                  | 1,094                  | 6                      |

| Endklassement Gruppe G | Endklassement Gruppe G | Endklassement Gruppe G | Endklassement Gruppe G | Endklassement Gruppe G | Endklassement Gruppe G | Endklassement Gruppe G | Endklassement Gruppe G |
| Platz                  | Name                   | MP                     | Pkt.                   | Aufn.                  | GD                     | BED                    | HS                     |
| ---------------------- | ---------------------- | ---------------------- | ---------------------- | ---------------------- | ---------------------- | ---------------------- | ---------------------- |
| 1                      | Eddy Leppens           | 12                     | 210                    | 95                     | 2,211                  | 2,917                  | 10                     |
| 2                      | Trần Quyết Chiến       | 10                     | 209                    | 133                    | 1,571                  | 1,750                  | 12                     |
| 3                      | Nguyễn Quốc Nguyện     | 8                      | 184                    | 112                    | 1,643                  | 3,182                  | 13                     |
| 4                      | Jung Seung-il          | 6                      | 168                    | 125                    | 1,344                  | 1,750                  | 8                      |
| 5                      | Javier Vera            | 4                      | 171                    | 148                    | 1,155                  | 1,591                  | 7                      |
| 6                      | Young Gul Lee          | 2                      | 107                    | 146                    | 0,733                  | 1,207                  | 7                      |
| 7                      | Bert van Manen         | 0                      | 121                    | 125                    | 0,968                  | -                      | 6                      |

| Endklassement Gruppe H | Endklassement Gruppe H | Endklassement Gruppe H | Endklassement Gruppe H | Endklassement Gruppe H | Endklassement Gruppe H | Endklassement Gruppe H | Endklassement Gruppe H |
| Platz                  | Name                   | MP                     | Pkt.                   | Aufn.                  | GD                     | BED                    | HS                     |
| ---------------------- | ---------------------- | ---------------------- | ---------------------- | ---------------------- | ---------------------- | ---------------------- | ---------------------- |
| 1                      | Kim Haeng-jik          | 12                     | 210                    | 111                    | 1,892                  | 2,692                  | 10                     |
| 2                      | Ngô Đình Nại           | 10                     | 204                    | 105                    | 1,943                  | 4,375                  | 15                     |
| 3                      | Tran Quoc Vinh         | 8                      | 174                    | 120                    | 1,450                  | 2,188                  | 8                      |
| 4                      | Martin Olesen          | 6                      | 150                    | 141                    | 1,064                  | 2,059                  | 11                     |
| 5                      | Nalle Olsson           | 4                      | 168                    | 182                    | 0,923                  | 1,029                  | 9                      |
| 6                      | Alan Lys Jensen        | 2                      | 142                    | 148                    | 0,959                  | 1,029                  | 6                      |
| 7                      | Tay-Dien Truong        | 0                      | 149                    | 181                    | 0,823                  | -                      | 7                      |

## Finalrunde
Die Zeitangaben beziehen sich auf New Yorker Ortszeit (MESZ −6).
| Legende | Legende                                       |
| --- | --------------------------------------------- |
| Abk. | Bedeutung                                     |
| Pkt. | erzielte Punkte                               |
| Aufn. | benötigte Aufnahmen                           |
| ED | Einzeldurchschnitt                            |
| GD | Generaldurchschnitt                           |
| VGD | Verhältnismässiger Generaldurchschnitt        |
| BMD | Bester Mannschaftsdurchschnitt                |
| BED | Bester Einzeldurchschnitt                     |
| BSD | Bester Satzdurchschnitt                       |
| BEVD | Bester Einzel Verhältnismässiger Durchschnitt |
| HS | Höchstserie                                   |
| MP | Match Points                                  |
| PP | Partie Punkte                                 |
| G-U-V | Gewonnen-Unentschieden-Verloren               |
| SV | Satzverhältnis                                |
| WRP | Weltranglistenpunkte                          |
| | 1. Platz (Gold)                               |
| | 2. Platz (Silber)                             |
| | 3. Platz (Bronze)                             |
| | Bester GD des Turniers/Runde                  |
| | Bester VGD des Turniers/Runde                 |
| | Bester ED des Turniers/Runde                  |
| | Bester BVGD des Turniers/Runde                |
| | Beste HS des Turniers/Runde                   |
| (Evtl. finden nicht alle Begriffe Anwendung oder einige sind nicht aufgeführt. Diese können in der Liste der Karambolage-Begriffe nachgesehen werden.) |                                               |

|  | Achtelfinale 40 Points | Achtelfinale 40 Points | Achtelfinale 40 Points | Achtelfinale 40 Points | Achtelfinale 40 Points | Achtelfinale 40 Points |                      |                | Viertelfinale 40 Points | Viertelfinale 40 Points | Viertelfinale 40 Points | Viertelfinale 40 Points | Viertelfinale 40 Points | Viertelfinale 40 Points |      |       | Halbfinale 40 Points | Halbfinale 40 Points | Halbfinale 40 Points | Halbfinale 40 Points | Halbfinale 40 Points | Halbfinale 40 Points |  |  | Finale 40 Points | Finale 40 Points | Finale 40 Points | Finale 40 Points | Finale 40 Points | Finale 40 Points |
|  |                        |                        |                        |                        |                        |                        |                      |                |                         |                         |                         |                         |                         |                         |      |       |                      |                      |                      |                      |                      |                      |  |  |                  |                  |                  |                  |                  |                  |
|  |                        | MP                     | Pkt.                   | Aufn.                  | ED                     | HS                     |                      |                |                         |                         |                         |                         |                         |                         |      |       |                      |                      |                      |                      |                      |                      |  |  |                  |                  |                  |                  |                  |                  |
|  |                        | MP                     | Pkt.                   | Aufn.                  | ED                     | HS                     |                      |                |                         |                         |                         |                         |                         |                         |      |       |                      |                      |                      |                      |                      |                      |  |  |                  |                  |                  |                  |                  |                  |
|  | Frédéric Caudron       | 2                      | 40                     | 18                     | 2,222                  | 9                      |                      |                |                         |                         |                         |                         |                         |                         |      |       |                      |                      |                      |                      |                      |                      |  |  |                  |                  |                  |                  |                  |                  |
|  | Frédéric Caudron       | 2                      | 40                     | 18                     | 2,222                  | 9                      |                      | MP             | Pkt.                    | Aufn.                   | ED                      | HS                      |                         |                         |      |       |                      |                      |                      |                      |                      |                      |  |  |                  |                  |                  |                  |                  |                  |
|  | Mã Minh Cẩm            | 0                      | 39                     | 17                     | 2,294                  | 9                      |                      | MP             | Pkt.                    | Aufn.                   | ED                      | HS                      |                         |                         |      |       |                      |                      |                      |                      |                      |                      |  |  |                  |                  |                  |                  |                  |                  |
|  | Mã Minh Cẩm            | 0                      | 39                     | 17                     | 2,294                  | 9                      | Frédéric Caudron     | 0              | 25                      | 21                      | 1,190                   | 4                       |                         |                         |      |       |                      |                      |                      |                      |                      |                      |  |  |                  |                  |                  |                  |                  |                  |
|  |                        | MP                     | Pkt.                   | Aufn.                  | ED                     | HS                     | Frédéric Caudron     | 0              | 25                      | 21                      | 1,190                   | 4                       |                         |                         |      |       |                      |                      |                      |                      |                      |                      |  |  |                  |                  |                  |                  |                  |                  |
|  |                        | MP                     | Pkt.                   | Aufn.                  | ED                     | HS                     |                      | Cho Jae-ho     | 2                       | 40                      | 22                      | 1,818                   | 9                       |                         |      |       |                      |                      |                      |                      |                      |                      |  |  |                  |                  |                  |                  |                  |                  |
|  | Ngô Đình Nại           | 0                      | 25                     | 25                     | 1,000                  | 5                      |                      | Cho Jae-ho     | 2                       | 40                      | 22                      | 1,818                   | 9                       |                         |      |       |                      |                      |                      |                      |                      |                      |  |  |                  |                  |                  |                  |                  |                  |
|  | Ngô Đình Nại           | 0                      | 25                     | 25                     | 1,000                  | 5                      |                      |                |                         |                         |                         |                         |                         | MP                      | Pkt. | Aufn. | ED                   | HS                   |                      |                      |                      |                      |  |  |                  |                  |                  |                  |                  |                  |
|  | Cho Jae-ho             | 2                      | 40                     | 25                     | 1,600                  | 5                      |                      |                |                         |                         |                         |                         |                         | MP                      | Pkt. | Aufn. | ED                   | HS                   |                      |                      |                      |                      |  |  |                  |                  |                  |                  |                  |                  |
|  | Cho Jae-ho             | 2                      | 40                     | 25                     | 1,600                  | 5                      | Cho Jae-ho           | 2              | 40                      | 20                      | 2,000                   | 7                       |                         |                         |      |       |                      |                      |                      |                      |                      |                      |  |  |                  |                  |                  |                  |                  |                  |
|  |                        | MP                     | Pkt.                   | Aufn.                  | ED                     | HS                     | Cho Jae-ho           | 2              | 40                      | 20                      | 2,000                   | 7                       |                         |                         |      |       |                      |                      |                      |                      |                      |                      |  |  |                  |                  |                  |                  |                  |                  |
|  |                        | MP                     | Pkt.                   | Aufn.                  | ED                     | HS                     |                      | Daniel Sánchez | 0                       | 21                      | 19                      | 1,105                   | 6                       |                         |      |       |                      |                      |                      |                      |                      |                      |  |  |                  |                  |                  |                  |                  |                  |
|  | Kang Dong-koong        | 0                      | 39                     | 17                     | 2,294                  | 11                     |                      | Daniel Sánchez | 0                       | 21                      | 19                      | 1,105                   | 6                       |                         |      |       |                      |                      |                      |                      |                      |                      |  |  |                  |                  |                  |                  |                  |                  |
|  | Kang Dong-koong        | 0                      | 39                     | 17                     | 2,294                  | 11                     |                      | MP             | Pkt.                    | Aufn.                   | ED                      | HS                      |                         |                         |      |       |                      |                      |                      |                      |                      |                      |  |  |                  |                  |                  |                  |                  |                  |
|  | Trần Quyết Chiến       | 2                      | 40                     | 17                     | 2,353                  | 11                     |                      | MP             | Pkt.                    | Aufn.                   | ED                      | HS                      |                         |                         |      |       |                      |                      |                      |                      |                      |                      |  |  |                  |                  |                  |                  |                  |                  |
|  | Trần Quyết Chiến       | 2                      | 40                     | 17                     | 2,353                  | 11                     | Trần Quyết Chiến     | 0              | 27                      | 21                      | 1,286                   | 9                       |                         |                         |      |       |                      |                      |                      |                      |                      |                      |  |  |                  |                  |                  |                  |                  |                  |
|  |                        | MP                     | Pkt.                   | Aufn.                  | ED                     | HS                     | Trần Quyết Chiến     | 0              | 27                      | 21                      | 1,286                   | 9                       |                         |                         |      |       |                      |                      |                      |                      |                      |                      |  |  |                  |                  |                  |                  |                  |                  |
|  |                        | MP                     | Pkt.                   | Aufn.                  | ED                     | HS                     |                      | Daniel Sánchez | 2                       | 40                      | 22                      | 1,818                   | 10                      |                         |      |       |                      |                      |                      |                      |                      |                      |  |  |                  |                  |                  |                  |                  |                  |
|  | Eddy Merckx            | 0                      | 30                     | 30                     | 1,000                  | 5                      |                      | Daniel Sánchez | 2                       | 40                      | 22                      | 1,818                   | 10                      |                         |      |       |                      |                      |                      |                      |                      |                      |  |  |                  |                  |                  |                  |                  |                  |
|  | Eddy Merckx            | 0                      | 30                     | 30                     | 1,000                  | 5                      |                      |                |                         |                         |                         |                         |                         |                         | MP   | Pkt.  | Aufn.                | ED                   | HS                   |                      |                      |                      |  |  |                  |                  |                  |                  |                  |                  |
|  | Daniel Sánchez         | 2                      | 40                     | 31                     | 1,290                  | 8                      |                      |                |                         |                         |                         |                         |                         |                         | MP   | Pkt.  | Aufn.                | ED                   | HS                   |                      |                      |                      |  |  |                  |                  |                  |                  |                  |                  |
|  | Daniel Sánchez         | 2                      | 40                     | 31                     | 1,290                  | 8                      | Cho Jae-ho           | 2              | 40                      | 16                      | 2,500                   | 8                       |                         |                         |      |       |                      |                      |                      |                      |                      |                      |  |  |                  |                  |                  |                  |                  |                  |
|  |                        | MP                     | Pkt.                   | Aufn.                  | ED                     | HS                     | Cho Jae-ho           | 2              | 40                      | 16                      | 2,500                   | 8                       |                         |                         |      |       |                      |                      |                      |                      |                      |                      |  |  |                  |                  |                  |                  |                  |                  |
|  |                        | MP                     | Pkt.                   | Aufn.                  | ED                     | HS                     |                      | Eddy Leppens   | 0                       | 19                      | 15                      | 1,267                   | 6                       |                         |      |       |                      |                      |                      |                      |                      |                      |  |  |                  |                  |                  |                  |                  |                  |
|  | Eddy Leppens           | 2                      | 40                     | 25                     | 1,600                  | 5                      |                      | Eddy Leppens   | 0                       | 19                      | 15                      | 1,267                   | 6                       |                         |      |       |                      |                      |                      |                      |                      |                      |  |  |                  |                  |                  |                  |                  |                  |
|  | Eddy Leppens           | 2                      | 40                     | 25                     | 1,600                  | 5                      |                      | MP             | Pkt.                    | Aufn.                   | ED                      | HS                      |                         |                         |      |       |                      |                      |                      |                      |                      |                      |  |  |                  |                  |                  |                  |                  |                  |
|  | Roland Forthomme       | 0                      | 34                     | 24                     | 1,417                  | 8                      |                      | MP             | Pkt.                    | Aufn.                   | ED                      | HS                      |                         |                         |      |       |                      |                      |                      |                      |                      |                      |  |  |                  |                  |                  |                  |                  |                  |
|  | Roland Forthomme       | 0                      | 34                     | 24                     | 1,417                  | 8                      | Eddy Leppens         | 2              | 40                      | 25                      | 1,600                   | 6                       |                         |                         |      |       |                      |                      |                      |                      |                      |                      |  |  |                  |                  |                  |                  |                  |                  |
|  |                        | MP                     | Pkt.                   | Aufn.                  | ED                     | HS                     | Eddy Leppens         | 2              | 40                      | 25                      | 1,600                   | 6                       |                         |                         |      |       |                      |                      |                      |                      |                      |                      |  |  |                  |                  |                  |                  |                  |                  |
|  |                        | MP                     | Pkt.                   | Aufn.                  | ED                     | HS                     |                      | Choi Wan-young | 0                       | 39                      | 25                      | 1,560                   | 11                      |                         |      |       |                      |                      |                      |                      |                      |                      |  |  |                  |                  |                  |                  |                  |                  |
|  | Choi Wan-young         | 2                      | 40                     | 16                     | 2,500                  | 9                      |                      | Choi Wan-young | 0                       | 39                      | 25                      | 1,560                   | 11                      |                         |      |       |                      |                      |                      |                      |                      |                      |  |  |                  |                  |                  |                  |                  |                  |
|  | Choi Wan-young         | 2                      | 40                     | 16                     | 2,500                  | 9                      |                      |                |                         |                         |                         |                         |                         | MP                      | Pkt. | Aufn. | ED                   | HS                   |                      |                      |                      |                      |  |  |                  |                  |                  |                  |                  |                  |
|  | Kim Haeng-jik          | 0                      | 36                     | 16                     | 2,250                  | 8                      |                      |                |                         |                         |                         |                         |                         | MP                      | Pkt. | Aufn. | ED                   | HS                   |                      |                      |                      |                      |  |  |                  |                  |                  |                  |                  |                  |
|  | Kim Haeng-jik          | 0                      | 36                     | 16                     | 2,250                  | 8                      | Eddy Leppens         | 2              | 40                      | 24                      | 1,667                   | 13                      |                         |                         |      |       |                      |                      |                      |                      |                      |                      |  |  |                  |                  |                  |                  |                  |                  |
|  |                        | MP                     | Pkt.                   | Aufn.                  | ED                     | HS                     | Eddy Leppens         | 2              | 40                      | 24                      | 1,667                   | 13                      |                         |                         |      |       |                      |                      |                      |                      |                      |                      |  |  |                  |                  |                  |                  |                  |                  |
|  |                        | MP                     | Pkt.                   | Aufn.                  | ED                     | HS                     |                      | Semih Saygıner | 0                       | 31                      | 24                      | 1,292                   | 6                       |                         |      |       |                      |                      |                      |                      |                      |                      |  |  |                  |                  |                  |                  |                  |                  |
|  | Nguyễn Đức Anh Chiến   | 2                      | 40                     | 24                     | 1,667                  | 9                      |                      | Semih Saygıner | 0                       | 31                      | 24                      | 1,292                   | 6                       |                         |      |       |                      |                      |                      |                      |                      |                      |  |  |                  |                  |                  |                  |                  |                  |
|  | Nguyễn Đức Anh Chiến   | 2                      | 40                     | 24                     | 1,667                  | 9                      |                      | MP             | Pkt.                    | Aufn.                   | ED                      | HS                      |                         |                         |      |       |                      |                      |                      |                      |                      |                      |  |  |                  |                  |                  |                  |                  |                  |
|  | Torbjörn Blomdahl      | 0                      | 29                     | 24                     | 1,208                  | 8                      |                      | MP             | Pkt.                    | Aufn.                   | ED                      | HS                      |                         |                         |      |       |                      |                      |                      |                      |                      |                      |  |  |                  |                  |                  |                  |                  |                  |
|  | Torbjörn Blomdahl      | 0                      | 29                     | 24                     | 1,208                  | 8                      | Nguyễn Đức Anh Chiến | 0              | 24                      | 22                      | 1,091                   | 9                       |                         |                         |      |       |                      |                      |                      |                      |                      |                      |  |  |                  |                  |                  |                  |                  |                  |
|  |                        | MP                     | Pkt.                   | Aufn.                  | ED                     | HS                     | Nguyễn Đức Anh Chiến | 0              | 24                      | 22                      | 1,091                   | 9                       |                         |                         |      |       |                      |                      |                      |                      |                      |                      |  |  |                  |                  |                  |                  |                  |                  |
|  |                        | MP                     | Pkt.                   | Aufn.                  | ED                     | HS                     |                      | Semih Saygıner | 2                       | 40                      | 23                      | 1,739                   | 8                       |                         |      |       |                      |                      |                      |                      |                      |                      |  |  |                  |                  |                  |                  |                  |                  |
|  | Semih Saygıner         | 2                      | 40                     | 21                     | 1,905                  | 9                      |                      | Semih Saygıner | 2                       | 40                      | 23                      | 1,739                   | 8                       |                         |      |       |                      |                      |                      |                      |                      |                      |  |  |                  |                  |                  |                  |                  |                  |
|  | Semih Saygıner         | 2                      | 40                     | 21                     | 1,905                  | 9                      |                      |                |                         |                         |                         |                         |                         |                         |      |       |                      |                      |                      |                      |                      |                      |  |  |                  |                  |                  |                  |                  |                  |
|  | Dick Jaspers           | 0                      | 35                     | 21                     | 1,667                  | 6                      |                      |                |                         |                         |                         |                         |                         |                         |      |       |                      |                      |                      |                      |                      |                      |  |  |                  |                  |                  |                  |                  |                  |
|  | Dick Jaspers           | 0                      | 35                     | 21                     | 1,667                  | 6                      |                      |                |                         |                         |                         |                         |                         |                         |      |       |                      |                      |                      |                      |                      |                      |  |  |                  |                  |                  |                  |                  |                  |

### Play-offs

#### Plätze 9–16
| Vorrunde (Verlierer des Achtelfinale)                     | Vorrunde (Verlierer des Achtelfinale) | Vorrunde (Verlierer des Achtelfinale) | Vorrunde (Verlierer des Achtelfinale) |
| Spiel                                                     | Spieler 1                             | Erg.                                  | Spieler 2                             |
| --------------------------------------------------------- | ------------------------------------- | ------------------------------------- | ------------------------------------- |
| 1                                                         | Torbjörn Blomdahl                     | 36:40                                 | Dick Jaspers                          |
| 2                                                         | Roland Forthomme                      | 40:18                                 | Kim Haeng-jik                         |
| 3                                                         | Kang Dong-koong                       | 40:25                                 | Eddy Merckx                           |
| 4                                                         | Mã Minh Cẩm                           | 40:31                                 | Ngo Dinh Nai                          |
| Sieger (Ausspielung um Plätze 9–12)                       |                                       |                                       |                                       |
| 1                                                         | Dick Jaspers                          | 29:40                                 | Roland Forthomme                      |
| 2                                                         | Kang Dong-koong                       | 40:30                                 | Ma Minh Cam                           |
| Die Sieger spielen um Platz 9, die Verlierer um Platz 11, |                                       |                                       |                                       |

|  | Spiel um Platz 9 |                  |    |
|  |                  |                  |    |
|  |                  |                  |    |
|  |                  | Roland Forthomme | 31 |
|  |                  | Kang Dong-koong  | 40 |

|  | Spiel um Platz 11 |              |    |
|  |                   |              |    |
|  |                   |              |    |
|  |                   | Dick Jaspers | 40 |
|  |                   | Mã Minh Cẩm  | 21 |

#### Plätze 5–8
| Vorrunde (Verlierer des Viertelfinales) | Vorrunde (Verlierer des Viertelfinales) | Vorrunde (Verlierer des Viertelfinales) | Vorrunde (Verlierer des Viertelfinales) |
| Spiel                                   | Spieler 1                               | Erg.                                    | Spieler 2                               |
| --------------------------------------- | --------------------------------------- | --------------------------------------- | --------------------------------------- |
| 1                                       | Frédéric Caudron                        | 40:31                                   | Trần Quyết Chiến                        |
| 2                                       | Choi Wan-young                          | 38:40                                   | Nguyễn Đức Anh Chiến                    |

|  | Spiel um Platz 5 (Sieger) |                      |    |
|  |                           |                      |    |
|  |                           |                      |    |
|  |                           | Frédéric Caudron     | 24 |
|  |                           | Nguyễn Đức Anh Chiến | 40 |

|  | Spiel um Platz 7 (Verlierer) |                  |    |
|  |                              |                  |    |
|  |                              |                  |    |
|  |                              | Trần Quyết Chiến | 36 |
|  |                              | Choi Wan-young   | 40 |

#### Platz 3
|  | Spiel um Platz 3 |                |    |
|  |                  |                |    |
|  |                  |                |    |
|  |                  | Daniel Sánchez | 40 |
|  |                  | Semih Saygıner | 25 |

#### Plätze 17–32
| Vorrunde (Plätze 3&4 in der Gruppe)     | Vorrunde (Plätze 3&4 in der Gruppe) | Vorrunde (Plätze 3&4 in der Gruppe) | Vorrunde (Plätze 3&4 in der Gruppe) |
| Spiel                                   | Spieler 1                           | Erg.                                | Spieler 2                           |
| --------------------------------------- | ----------------------------------- | ----------------------------------- | ----------------------------------- |
| 1                                       | Martin Horn                         | 35:21                               | William Oh                          |
| 2                                       | Heo Jung-han                        | 35:14                               | Huberney Cataño                     |
| 3                                       | Gerhard Kostistansky                | 35:21                               | Sonny Cho                           |
| 4                                       | Miguel Torres                       | 30:35                               | Tran Quoc Vinh                      |
| 5                                       | Choi Sung-won                       | 33:35                               | Raymond Groot                       |
| 6                                       | Jung Seung-Il                       | 35:13                               | Dương Anh Vũ                        |
| 7                                       | Sameh Sidhom                        | 35:18                               | Luis Aveiga                         |
| 8                                       | Martin Olesen                       | 11:35                               | Nguyễn Quốc Nguyện                  |
| Sieger (Ausspielung um Plätze 17–24)    |                                     |                                     |                                     |
| 1                                       | Martin Horn                         | 35:11                               | Heo Jung-han                        |
| 2                                       | Gerhard Kostistansky                | 35:30                               | Tran Quoc Vinh                      |
| 3                                       | Raymond Groot                       | 15:35                               | Jung Seung-Il                       |
| 4                                       | Sameh Sidhom                        | 35:26                               | Nguyễn Quốc Nguyện                  |
| Sieger (Ausspielung um Plätze 17–20)    |                                     |                                     |                                     |
| 1                                       | Martin Horn                         | 35:29                               | Gerhard Kostistansky                |
| 2                                       | Jung Seung-Il                       | 35:29                               | Sameh Sidhom                        |
| Sieger (Ausspielung um Plätze 17–18)    |                                     |                                     |                                     |
| 1                                       | Martin Horn                         | 35:18                               | Jung Seung-Il                       |
| Verlierer (Ausspielung um Plätze 19–20) |                                     |                                     |                                     |
| 1                                       | Gerhard Kostistansky                | 9:35                                | Sameh Sidhom                        |

## Abschlusstabelle
Aus Gründen der Übersichtlichkeit werden hier nur die Plätze der Finalrunde dargestellt.
| Endklassement | Endklassement | Endklassement        | Endklassement | Endklassement | Endklassement | Endklassement | Endklassement |
| Phase         | Platz         | Name                 | Pkt.          | Aufn.         | GD            | BED           | HS            |
| ------------- | ------------- | -------------------- | ------------- | ------------- | ------------- | ------------- | ------------- |
| Finale        | 1             | Cho Jae-ho           | 368           | 223           | 1,650         | 2,500         | 10            |
| Finale        | 2             | Eddy Leppens         | 349           | 184           | 1,897         | 2,917         | 10            |
| Finale        | 3             | Daniel Sánchez       | 351           | 190           | 1,847         | 4,375         | 11            |
| Finale        | 4             | Semih Saygıner       | 340           | 202           | 1,683         | 2,692         | 12            |
| Finale        | 5             | Nguyễn Đức Anh Chiến | 354           | 221           | 1,602         | 2,222         | 12            |
| Finale        | 6             | Frédéric Caudron     | 339           | 165           | 2,055         | 3,500         | 14            |
| Finale        | 7             | Choi Wan-young       | 355           | 223           | 1,592         | 2,692         | 12            |
| Finale        | 8             | Trần Quyết Chiến     | 343           | 218           | 1,573         | 2,353         | 12            |
| Play- offs    | 9             | Kang Dong-koong      | 369           | 180           | 2,050         | 2,917         | 11            |
| Play- offs    | 10            | Roland Forthomme     | 343           | 175           | 1,960         | 3,636         | 14            |
| Play- offs    | 11            | Dick Jaspers         | 354           | 176           | 2,011         | 3,500         | 13            |
| Play- offs    | 12            | Mã Minh Cẩm          | 315           | 184           | 1,712         | 2,667         | 11            |
| Play- offs    | 13            | Kim Haeng-jik        | 264           | 134           | 1,927         | 2,692         | 10            |
| Play- offs    | 14            | Ngô Đình Nại         | 260           | 145           | 1,793         | 4,375         | 15            |
| Play- offs    | 15            | Torbjörn Blomdahl    | 269           | 156           | 1,724         | 3,889         | 15            |
| Play- offs    | 16            | Eddy Merckx          | 242           | 182           | 1,330         | 1,750         | 8             |
| Platz 17-32   | 17            | Martin Horn          | 325           | 186           | 1,747         | 2,692         | 12            |
| Platz 17-32   | 18            | Jung Seung-Il        | 291           | 206           | 1,413         | 1,750         | 8             |
| Platz 17-32   | 19            | Sameh Sidhom         | 307           | 189           | 1,624         | 2,188         | 10            |
| Platz 17-32   | 20            | Gerhard Kostistansky | 306           | 219           | 1,397         | 2,059         | 10            |
| Platz 17-32   | 21            | Heo Jung-han         | 227           | 143           | 1,587         | 2,500         | 13            |
| Platz 17-32   | 22            | Nguyễn Quốc Nguyện   | 245           | 159           | 1,541         | 3,182         | 13            |
| Platz 17-32   | 23            | Tran Quoc Vinh       | 239           | 179           | 1,335         | 2,188         | 8             |
| Platz 17-32   | 24            | Raymond Groot        | 217           | 200           | 1,085         | 1,296         | 7             |
| Platz 17-32   | 25            | Luis Aveiga          | 207           | 137           | 1,511         | 2,059         | 11            |
| Platz 17-32   | 26            | Choi Sung-won        | 226           | 154           | 1,468         | 1,842         | 8             |
| Platz 17-32   | 27            | Sonny Cho            | 205           | 165           | 1,242         | 1,842         | 7             |
| Platz 17-32   | 28            | Miguel Torres        | 208           | 172           | 1,209         | 1,296         | 7             |
| Platz 17-32   | 29            | Huberney Cataño      | 203           | 178           | 1,140         | 2,692         | 16            |
| Platz 17-32   | 30            | Dương Anh Vũ         | 211           | 176           | 1,199         | 2,059         | 10            |
| Platz 17-32   | 31            | William Oh           | 184           | 175           | 1,051         | 1,346         | 7             |
| Platz 17-32   | 32            | Martin Olesen        | 161           | 165           | 0,976         | 2,059         | 11            |